# 崔俊慧
崔俊慧（1946年—），男，汉族，河南范县人，中华人民共和国政治人物，曾任中国税务学会会长，第十一届全国人民代表大会河南地区代表。

## 生平
毕业于中央党校经济管理专业。2008年，担任全国人大财政经济委员会委员，中国税务学会会长。